# Tasha Tudor
Tasha Tudor geboren als Starling Burgess (* 28. August 1915 in Boston; † 18. Juni 2008 in Marlboro) war eine US-amerikanische Buchillustratorin und Kinderbuchautorin.

## Leben
Tasha Tudor wurde am 28. August 1915 in Boston geboren. Sie war die Tochter von Rosamund Tudor und des Schiffsbauers William Starling Burgess. Ihr Geburtsname war Starling Burgess, später nahm sie jedoch den Namen ihrer Mutter an. In ihrer Kindheit ließen sich ihre Eltern scheiden und sie zog daraufhin zusammen mit ihrer Mutter nach Redding. Dort lernte sie das Landleben kennen und lieben. Als Jugendliche war sie von Hugh Thompsons Illustrationen zu Der Pfarrer von Wakefield beeindruckt. Sie begann mit dem Schreiben von kleinen Geschichten für Kinder, die sie dann illustrieren konnte.
Im Jahr 1938 heiratete sie Thomas McCready. Beide kauften eine Farm in Webster (New Hampshire). Aus der Ehe gingen vier Kinder hervor: Bethany, Seth, Thomas und Efner. Im Jahr 1961 ließ sich das Paar scheiden. Tasha Tudor war später mit Allan John Woods verheiratet. Diese Ehe war aber nur von kurzer Dauer.
Im Jahr 1938 wurde ihr erstes Buch Pumpkin Moonshine veröffentlicht. Das Buch war ursprünglich als Geschenk an die Nichte ihres Ehemannes gedacht. Während ihres Lebens illustrierte Tasha Tudor nahezu einhundert Bücher, das letzte war Corgiville Christmas im Jahr 2003. Sie erhielt viele Ehrungen und Auszeichnungen, zum Beispiel Caldecott Honor Ehrungen für ihre Bücher Mother Goose und 1 is One.

## Werke (Auswahl)
Bücher geschrieben und illustriert von Tasha Tudor:
- Pumpkin Moonshine. Oxford University Press, New York, 1938.
- Alexander the Gander. Oxford University Press, New York, 1939.
- The County Fair. Oxford University Press, New York, 1940.
- Snow before Christmas. Oxford University Press, New York, 1941.
- A Tale for Easter. Oxford University Press, New York, 1941.
- Thistly B. Oxford University Press, New York, 1949.
- The Dolls' Christmas. Walck New York, 1950.
- Amanda and the Bear. Oxford University Press, New York, 1951.
- Edgar Allan Crow. Oxford University Press, New York, 1953.
- A is for Annabelle. Oxford University Press, New York, 1954.
- 1 is One. Oxford University Press, New York, 1956.
- A Time to Keep: The Tasha Tudor Book of Holidays. Rand McNally, Chicago, 1977.
- A Book of Christmas. Collins (New York, NY), 1979. (Deutsch: Wenn Weihnachten ist. Carlsen 1980)
- Tasha Tudor's Seasons of Delight: A Year on an Old-Fashioned Farm. Philomel, New York, 1986.
- The Great Corgiville Kidnapping. Little, Brown, Boston, 1997.
- Corgiville Christmas. Front Street Books, Asheville, 2003.

Bücher illustriert von Tasha Tudor:
- Mother Goose: Seventy-seven Verses. Walck, New York, 1944.
- A Child's Garden of Verses. Oxford University Press, New York, 1947.
- The Secret Garden. Lippincott, Philadelphia, 1962.
- A Little Princess. Lippincott, Philadelphia, 1963.
- The Wind in the Willows. World Publishing 1966.
- A Basket of Herbs: A Book of American Sentiments. New England Unit, Inc., 1983.